# 索爾訥
索爾訥，滿洲，清朝政治人物、清朝刑部尚書。
曾任左都御史。乾隆三十四年十一月乙酉，接替官保，擔任清朝刑部尚書，后改戶部尚書。由官保接任。